# Alex James
För basisten i britpopbandet Blur, se Alex James (musiker)
Alexander Wilson James, född 14 september 1901 i Mossend, Lanarkshire, död 1 juni 1953, var en skotsk fotbollsspelare.
Alex James var en av de mest berömda spelarna under 1930-talet. Han spelade vänsterinner, och var känd för sin passningsskicklighet och för sin enastående bollkontroll. I modern tid har han blivit jämförd med Dennis Bergkamp. Ett annat kännetecken för Alex James var hans "pösiga" shorts, som han bar under matcherna.
James inledde karriären i Raith Rovers innan han flyttade till Preston North End 1925. Han tillbringade fyra år i Preston, och gjorde 55 mål på 157 matcher, men mot slutet hamnade han i flera dispyter med klubben. Bråken handlade dels om löner (på den tiden fick professionella spelare inte tjäna mer än åtta pund i veckan), dels om att Preston vägrade släppa iväg James på landslagsuppdrag.
1929 lämnade James Preston för Herbert Chapmans Arsenal. Arsenal betalade 8 750 pund för James, som var med om att göra klubben till den dominerande i engelsk fotboll under 1930-talet. Herbert Chapman gav James rollen som speluppläggare i Arsenal, en roll som det tog lite tid att anpassa sig till. James hittade dock till slut rätt, och ses numer som en av Arsenals största spelare genom tiderna. I och med att han spelade längre bak i plan än tidigare, kunde han inte göra lika många mål i Arsenal som tidigare under karriären. Han gjorde bara 27 mål på 261 matcher, men i gengäld spelade han fram till många fler. Med Arsenal vann James ligan 1931, 1933, 1934 och 1935 samt FA-cupen 1930 och 1936. I 1930 års final gjorde James det första målet.
Han spelade endast åtta landskamper för Skottland. Han gjorde bland annat två mål när Skottland besegrade England med 5–1 på Wembley 1928.
Alex James avslutade karriären 1937. Han jobbade senare som journalist och tränare, innan han avled, 51 år gammal.